# Pardosa astrigera
Pardosa astrigera là một loài nhện trong họ Lycosidae.
Loài này thuộc chi Pardosa. Pardosa astrigera được Ludwig Carl Christian Koch miêu tả năm 1878.